# 威龍模型
威龍工作室有限公司（英語：Dragon Models Limited，縮寫DML）是香港的一間模型及玩具設計生產商，環球模型集團成員，於1987年建立。創新的意念和先進的技術，歷年來帶領出不計其數的新穎産品，為世界模型玩具業內首屈一指的模型生产厂商。威龍産品籍高質素和創新設計贏得無數國際性獎項和絕大多數人的支援。領導全球市場的知名産品包括：軍事塑膠模型，可動人偶，威龍裝甲，飛機和太空系列等，至今已推出數千種產品。
另外威龍模型亦與长谷川公司、伊達雷利、威望公司及郡氏(GSI)等有銷售協議。
於2011開始, 首度與迪士尼及漫威 (Marvel) 合作, 推出超級英雄電影和迪士尼卡通的授權産品，其中包括震撼性的1/9 Action Hero Vignettes 和迪士尼"Play Buddies Collection" (奇妙伙伴) 等收藏品系列，進一步打開了大衆化市場的大門。
2013年已停產 民航機 及 12"活動軍人(1:6) 產品，香港第一間本土設計的12"兵人(1:6)公司神話正式結束。
威龍模型的分公司分別位於上海及美國 (美國威龍 (Dragon Models USA), 位于加利福尼亚州。)　其門市為环球Hobby館。

## 產品分類

### 軍事塑膠模型套件
威龍模型在早期推出主要是納粹德軍士兵和戰車系列，其後推出二戰盟軍及現代士兵和戰車系列。
- 以下是軍事塑膠模型系列分類：
  - 二戰系列 (1比35)
  - 現代海上力量系列(1比350，1比144，1比700)
  - 精製系列 (1比48) - 二戰飛機
  - 戰車系列 (1比72)
  - 帝國系列 (1比35) - 德軍戰車模型
  - 飛機系列
  - 現代空中力量系列 (1比200)
  - 空中優勢系列 (1比72，1比144)
  - 現代戰車系列 (1比35)
  - 空戰系列 (1比144)
  - 精製飛機系列 (1比72)
  - 軍用電單車 (1比9)
  - 外國汽車 (1比35)

### 威龍飛機系列(Dragon Wings)
1997年，威龍開始推出1：400的威龍飛機系列(完成品)，除了向一般市間銷售外，亦提供給多間航空公司作航機模型展出，其後亦接連推出了數百種航機模型。
- 最後產品更新為 4/10/2012

56382 - Etihad Cargo 777F "Crystal Cargo"

### 活動軍人模型(1比6)
1999年，威龍推出新世代的1比6(12寸)活動軍人模型系列，此系列的主要特色是全身可動關節及得到許可的12寸士兵、軍人制服、武器和裝備。軍人模型系列現已推出超過400種產品，當中包括二戰、韓戰、越戰、現代戰爭及執法部隊等，另外亦有獲許可的香港警察、電影名星、歌星、運動人物、漫畫人物和電子遊戲人物。
近年更推出了1比6的軍用吉普車、軍用摩托車、反坦克砲等。
- -     - 產品最後更新為: 11/12/2012

70856 - Schütze "Dieter Müller" Wehrmacht-Heer Infantry, Infanterie-Regiment 23, 11. Infanterie-Division, East Prussia 1941
- 其他軍人模型系列：

戰士系列 (1比16) - 步兵及戰車人員活動軍人模型
世界精英部隊系列 (1比35)
越戰('NAM') 系列 (1比35)
54毫米軍人模型

### 完成品模型(1比72)

#### 戰機(Warbirds)
在威龍飛機系列成功打進市場後，在2002年威龍推出了新的1比72完成品戰機系列。此戰機系列包括二戰至現代多種經典戰鬥機。另外，某些型號亦有推出更大的1比48版本。
- - 產品最後更新為:8/30/2012

51035 - Douglas X-3 Stiletto, NACA supersonic research flights 1954 – 1956

#### 威龍戰車(Dragon Armor)
2003年威龍推出1比72完成品威龍戰車(Dragon Armor)系列，當中包括二戰及現代戰車，以對應其1比72戰機(Warbirds)系列。

### 二戰德軍裝甲軍團(Panzer Korps)模型(1比144)
威龍亦有推出1比144二戰德軍及現代戰車系列(完成品)。

### 迪士尼及漫威(Marvel) 授權產品
- 漫威 (Marvel) 授權產品系列分類：
  - 1/9 Action Hero Vignette (1比9)
  - 1/9 新世代模型 (1比9)
  - 3吋超級英雄戰地情系列 (3 inches Battlefield Collection)

- 迪士尼授權產品系列分類：
  - 巨型珍藏人物系列 (Art Figure Collection)
  - 6吋人物情景系列 (6 inches Mickey & Friends Play Set)
  - 3.5吋奇妙伙伴系列 (3.5 inches Play Buddies Collection)
  - 2.5吋奇妙小世界 (2.5 inches FunVille)
  - 史迪仔系列 (Stitch Collectible Play Set)

#### 1/9 Action Hero Vignette
「Action Hero Vignette」爲預先上色的精裝版，是模型與收藏品的結合。威龍利用領先的3D立體科技，直接抽取荷裏活電影公司所專用的三維人物科技檔案作爲藍圖分析，這確保了所推出的英雄人物系列是以超精密和最準確的3D姿態展現。無論在動態上、精致的面相、複雜的造型和銳利的線條，都和大銀幕上的並無異致，是最高科技和浪漫英雄的完美收藏品!
每一款Vignette的製造精密且準確，以超動態的「定格」方式展示，加上完美的上色零件，只需幾個工序，便能即時欣賞到收藏品!

#### 1/9新世代模型
「1/9新世代模型」爲組裝式模型，每一款人物情景，包含基本的上色和一個基本的展示台，只需幾個簡單的組裝工序，加上高技術的模型技巧，擁有你自己個人特色的人物便躍然而出!

#### 3" 超級英雄戰地情景系列
繼1/9《鋼鐵俠 3》電影珍藏人物反應熱烈，威龍再推出3 吋微型情景 ---超級英雄戰地情景系列。此系列除利用威龍一貫領先的3D立體科技及完美的上色技巧外，還配合特設的情景地台。情景模型小巧之如又不失其姿態，還可置放在家中或辦公室，作爲擺設之用。此系列包括：
- MK.42 - Prehensile Suit ""Mark XLII"" ver. 1"
- MK.40 - Hyper Velocity Suit "Shotgun"
- MK.16 - Black Stealth Suit "Nightclub"
- MK.35 - Disaster Rescue Suit "Red Snapper"

#### 巨型珍藏人物系列
對創作潮人而言，藝術是一個不可或缺的角色，因為這些元素引發簇新角度，激發無限的設計概念，盡情創作出一個個獨特出色的經典作品！一直擔當模型界先鋒的威龍工作室深明現代藝術與設計密不可分，以湛新的設計概念推出巨型珍藏人物系列，製作出最型格獨特的藝術收藏品。
每個人物套裝均附有真品證明書一張，印有獨一無二的專屬編號，以及印上發行日期。

#### 6"人物情景系列
此系列是2011年，威龍首度與迪士尼合作所推出的系列，以本主文化為設計藍圖。透過本土的特色美食文化，反映出香港人獨特的背景。這種獨特性是香港歷史文化其中的一條根，與香港人的生活有著密切的關係。自發售以來，這些經典系列牽起了本土情景模型的熱潮，除引發出一種文化情懷外，還令人留下深刻印象。。

#### 3.5" 奇妙伙伴
在2011年，威龍與迪士尼合作，共同推出奇妙伙伴系列(Play Buddies Collection)。奇妙伙伴是將迪士尼一向跳躍繽紛的設計風格與結合香港本土文化情懷的情景模型，真正展現出迪士尼的「奇妙夢幻」與香港之「情」相互交融，讓精彩的舊日故事延續至新一代的香港人。

#### 2.5" 奇妙小世界系列
在2011年，威龍與迪士尼合作，共同推出奇妙伙伴系列 (Play Buddies Collection)。繼奇妙伙伴系列反應熱烈，威龍特意推出2.5吋奇妙小世界系列。以活潑的迪士尼人物，配以精致的小配件及別致的家居/店鋪作背景。把不同款色的家居/店鋪並湊一起，組成整個的奇妙小世界，把歡樂帶回家中。

#### 3.5"史迪仔系列
威龍將平日調皮可愛的史迪仔巧妙地融入各個主題場景之中，加入其本土特色的設計製作出史迪仔系列；其中的主題包括：嘉年華小食、功夫、太平清醮、聖誕等。而市場上對史迪仔系列也得到相當大的回響，令系列發揮出絕對獨有的神彩。

## 競爭對手
- 田宮模型
- 小号手
- 戰鷹(AFV Club)
- Tristar Model Company
- Bronco-Models
- trumpeter
- Tasca model
- 科学塑料模型（英语：Academy Plastic Model）
- Blue Box International （页面存档备份，存于）
- 21st Century Toys （页面存档备份，存于）
- 日本Pitroad社 （页面存档备份，存于）
- Hottoys （页面存档备份，存于）

MENG]
- （页面存档备份，存于）

## 外部連結
- （英文）Dragon Models Limited（威龍模型） （页面存档备份，存于）
- （英文）Dragon Models USA（美國威龍） （页面存档备份，存于）
- （简体中文）威龙工作室有限公司（上海威龍模型玩具有限公司）